# C6H14N2O
化学式C6H14N2O（摩尔质量：130.19 g/mol）可以指：
- 恩德斯试剂（1-氨基-2-甲氧甲基吡咯烷，缩写AMP），混合CAS号：187035-29-6 
  - (S)-1-氨基-2-甲氧甲基吡咯烷（俄语：(S)-1-Амино-2-метоксиметилпирролидин）（SAMP），CAS号：59983-39-0 
  - (R)-1-氨基-2-甲氧甲基吡咯烷（RAMP），CAS号：72748-99-3
- 二丙基亚硝胺（N-亚硝基二丙胺），CAS号：621-64-7
- 甲基戊基亚硝胺（英语：Methyl-n-amylnitrosamine），CAS号：13256-07-0
- N-乙酰基腐胺，CAS号：5699-41-2
- 1-氧杂-4,7-二氮杂环壬烷，CAS号：80289-59-4
- N-氨乙基吗啉，CAS号：2038-03-1
- N-羟乙基哌嗪，CAS号：103-76-4
- 2-氨基-2,3-二甲基丁酰胺，CAS号：40963-14-2
- L-亮氨酰胺，CAS号：687-51-4

|  | 这个同类索引页列出了具有相同分子式的化学物（即同分異構體）条目。 除非您是有意链接至本页，否则应将相应条目的内部链接指向正确的条目。 |